# Nordeste antioqueño
El Nordeste antioqueño es una zona de Antioquia que representa una de las 9 subregiones en que está dividido este departamento colombiano, compuesta por un total de 10 municipios pertenecientes a este. La mayoría de sus municipios hace parte de los Territorios PDET.

## Geografía
La subregión se extiende sobre las vertientes orientales de la Cordillera Central, entre la Serranía de San Lucas y los ríos Porce, Nechí, Nus y Alicante. La zona se caracteriza por los numerosos jardines, quebradas y altos a lo largo de su territorio; tiene una superficie de 8.544 km², que representa alrededor del 13.6% del territorio departamental.
El Nordeste limita al norte con el Bajo Cauca, al nordeste con el sur del departamento de Bolívar, al oriente con el Magdalena Medio, al sur con el Oriente antioqueño, al suroeste con el Valle de Aburrá y al occidente con el Norte antioqueño. La zona es bañada por importantes ríos como son el Nechí, Porce, Nus, Matá, entre otros.

## Economía
La principal actividad económica es la minería aurífera; después del Bajo Cauca, es la segunda región productora de oro en Antioquia. En lo referente a la agricultura, su principal producto es la caña panelera, seguido del cultivo de café, otros productos son el maíz, el fríjol y el plátano. En cuanto a la producción ganadera, la carne y la leche son los productos más comercializados. En menor escala, pero no menos importante, se encuentra las actividades piscícolas, la explotación maderera y la actividad comercial. Algunos municipios que se han dedicado a la ganadería se han visto afectado en los últimos años por la presencia de los grupos armados: guerrilla y paramilitares.
En lo referente al turismo, se destacan las visitas a las cavernas del río Nus, los baños naturales, las aguas termales, la estación del Ferrocarril de Antioquia en Cisneros y el túnel de la Quiebra en Santo Domingo.
|                                                       |
| Las Cavernas del río Nus, en el municipio de Caracolí |

|                                    |
| Panorámica del municipio de Amalfi |

|                                                                            |
| Antigua estación del Ferrocarril de Antioquia, en el municipio de Cisneros |

|                                                  |
| Vista del municipio de Yalí, Nordeste antioqueño |

|                                       |
| Vista norturna de Segovia (Antioquia) |

## División administrativa

Municipios del Nordeste.

El Nordeste está conformado por diez (10) municipios, compuestos en conjunto por 27 centros poblados y 439 veredas, distribuidos de la siguiente manera:
| Municipio     | Centros poblados principales                 | Otros centros poblados                                    | Número de veredas | Extensión |
| ------------- | -------------------------------------------- | --------------------------------------------------------- | ----------------- | --------- |
| Amalfi        | - Portachuelo                                |                                                           | 60                | 1.210 km² |
| Anorí         | - Liberia                                    |                                                           | 51                | 1.430 km² |
| Cisneros      |                                              |                                                           | 14                | 46 km²    |
| Remedios      | - La Cruzada - Santa Isabel                  | - Campo Vijao - Cañaveral - Martana - Otú - Río Bagre     | 52                | 1.985 km² |
| San Roque     | - Cristales - Providencia - San José del Nus |                                                           | 55                | 441 km²   |
| Santo Domingo | - Botero - Porcesito - Santiago - Versalles  |                                                           | 47                | 271 km²   |
| Segovia       | - Fraguas (Machuca)                          | - Campo Alegre - Carrizal - El Chispero - Puerto Calavera | 22                | 1.231 km² |
| Vegachí       | - El Tigre                                   | - El Cinco                                                | 27                | 512 km²   |
| Yalí          |                                              | - Villa Anita                                             | 26                | 477 km²   |
| Yolombó       | - El Rubí - La Floresta - Villanueva         |                                                           | 85                | 941 km²   |